# Eleições parlamentares europeias de 1979 (Alemanha Ocidental)
As eleições parlamentares europeias de 1979 na Alemanha Ocidental, realizadas a 10 de Junho, serviram para eleger a delegação do país para o Parlamento Europeu .

## Resultados oficiais
| Partido                 | Partido                     | Partido                     | Votos          | %               | Deputados |
| ----------------------- | --------------------------- | --------------------------- | -------------- | --------------- | --------- |
|                         |                             | União Democrata-Cristã      | 10 883 085     | 39,08 / 100,00  | 34 / 81   |
|                         | União Social-Cristã         | 2 817 120                   | 10,12 / 100,00 | 8 / 81          |           |
| CDU/CSU                 | CDU/CSU                     | 13 700 205                  | 49,20 / 100,00 | 42 / 81         |           |
|                         | Partido Social-Democrata    | Partido Social-Democrata    | 11 370 035     | 40,83 / 100,00  | 35 / 81   |
|                         | Partido Democrático Liberal | Partido Democrático Liberal | 1 662 621      | 5,97 / 100,00   | 4 / 81    |
|                         | Os Verdes                   | Os Verdes                   | 893 683        | 3,21 / 100,00   | 0 / 81    |
|                         | Outros                      | Outros                      | 220 555        | 0,79 / 100,00   | 0 / 81    |
| Votos inválidos         | Votos inválidos             | Votos inválidos             | 251 763        | 0,90 / 100,00   |           |
| Total                   | Total                       | Total                       | 28 098 872     | 100,00 / 100,00 | 81 / 81   |
| Eleitorado/Participação | Eleitorado/Participação     | Eleitorado/Participação     | 42 751 940     | 65,73 / 100,00  |           |